# Olof G. Tandberg
Olof Gudbrand Tandberg, född 7 januari 1932 i Hedvig Eleonora församling i Stockholm, död 23 februari 2024, var en svensk ämbetsman och författare. Han  engagerade sig särskilt i frågan om etniska minoriteters rättigheter.
Tandberg blev filosofie kandidat vid Stockholms högskola 1957, filosofie magister 1958 och filosofie licentiat 1965. Han var anställd vid Sveriges radios utlandsavdelning 1960–1961, var pressekreterare vid Nämnden för internationellt bistånd 1961–1962 och departementssekreterare vid Utbildningsdepartementet och generalsekreterare vid Svenska Unescorådet 1962–1970. Han var därefter utlandssekreterare vid Kungliga Vetenskapsakademien 1970–1997.
Tandberg grundade 1966 Svenska kommittén för mänskliga rättigheter och har skrivit flera böcker om etniska minoriteter.
Tandberg tilldelades Årets Hedersutmärkelse vid Kurdgalan 2007 som anordnades av Kurdistans regionala regering (KRG). Tandberg har som opinionsbildare i kurdfrågan författat böcker om kurdernas situation.
Tandberg var tidigare även ordförande i Svensk-norska föreningen.
Olof G. Tandberg var son till John Tandberg och Cecilia, född Böös.